# Kabinett Eggerath I
Das Kabinett Eggerath I bildete vom 9. Oktober 1947 bis 25. November 1950 die Landesregierung von Thüringen.
| Amt                                                  | Name                                    | Partei | Partei |
| ---------------------------------------------------- | --------------------------------------- | ------ | ------ |
| Ministerpräsident                                    | Werner Eggerath                         |        | SED    |
| Inneres                                              | Willy Gebhardt                          |        | SED    |
| Finanzen                                             | Leonhard Moog bis Januar 1950           |        | LDP    |
| Finanzen                                             | Walter König                            |        | NDPD   |
| Justiz                                               | Helmut R. Külz bis 9. April 1948        |        | LDP    |
| Justiz                                               | Hans Loch bis Februar 1950              |        | LDP    |
| Justiz                                               | Ralph Liebler                           |        | LDP    |
| Wirtschaft                                           | Willy Hüttenrauch                       |        | SED    |
| Verkehr                                              | Wilhelm Bachem                          |        | CDU    |
| Verkehr                                              | Helmuth von Oertzen ab 25. Februar 1950 |        | CDU    |
| Arbeit und Sozialwesen                               | Georg Appell                            |        | SED    |
| Arbeit und Sozialwesen                               | Willi Albrecht ab 6. Juli 1949          |        | SED    |
| Land- und Forstwirtschaft ab 24. Februar 1950        | Herbert Wetzstein                       |        | LDP    |
| Versorgung Handel und Versorgung ab 24. Februar 1950 | Georg Grosse                            |        | CDU    |
| Versorgung Handel und Versorgung ab 24. Februar 1950 | Heinrich Gillessen ab 14. Februar 1948  |        | CDU    |
| Versorgung Handel und Versorgung ab 24. Februar 1950 | Walter Rücker ab 7. Juli 1950           |        | CDU    |
| Volksbildung                                         | Marie Torhorst                          |        | SED    |